# Kroatien
Kroatien (kroatisk: Hrvatska) er et land i Centraleuropa og tidligere republik i Jugoslavien. Landets areal udgør 56.542 km². Kroatien omfatter den dalmatiske kyst, øerne i Adriaterhavet og Slavonien (Slavonija) – en del af den nordlige lavslette i det tidligere Jugoslavien. Mod nord grænser Kroatien op til Slovenien og Ungarn, mod syd til Bosnien og Hercegovina og Montenegro, mod vest til Adriaterhavet, og mod øst til Serbien.
Kroatien kan spore sin dannelse tilbage til det. 9. århundrede hvor et fyrsterige dannedes. I 1918 dannedes Jugoslavien hvor Kroatien var en af republikkerne. Den nuværende uafhængige stat blev udråbt i 1991 efterfulgt af Krigene i Jugoslavien. I 2013 blev landet optaget i EU.
Kroatien er en stor turistdestination, hvor Adriaterhavets kyst, herunder halvøen Istrien er meget populær. Derudover findes populære nationalparker som Plitvice-søerne og Paklenica.

## Etymologi
På gammelslavisk betød churvatinu "bjergboer", hvor chur- var af samme ordstamme som russisk gorá og tjekkisk hora (= bjerg), beslægtet med græsk boreas (= nordenvinden, oprindeligt "bjergvind"). Ordet blev til serbokroatisk hrvat, dansk "kroat", hvoraf "Kroatien". Det gav også ophav til ordet "krabat", og til at "slips" er kommet til at hedde cravatte på fransk.

## Geografi
Kroatien grænser til Slovenien, Ungarn, Serbien, Bosnien og Hercegovina, Montenegro samt over Adriaterhavet til Italien. Landet har en hesteskolignende form. Landet er delt i to af Bosnien og Hercegovinas lille kyststrækning ved Neum. Dette indebærer, at størstedelen af landets sydligste del Dubrovnik-Neretva udgør en eksklave.
Landet omfatter selve området Kroatien, Slavonien, Dalmatien og det sydlige Istrien. Den nordøstlige del af landet er fladt og frugtbart, og områderne i nordvest og vest tilhører de Dinariske Alper. Den smalle adriatiske kyst i Istrien og Dalmatien er forholdsvis bjergrig. Det er flere karstområder i Kroatien. Det største af disse områder er Ličko polje (465 km²).
Kroatien ligger i grænselandet mellem Syd-, Central- og Østeuropa, hvilket gør det svært at henføre det til en specifik region. Kroatien regnes i visse kilder til Centraleuropa på grund af sin geografiske og lange kulturelle og historiske tilknytning til de centraleuropæiske lande. I andre kilder regnes landet til Balkanhalvøen, hvilket beror på landets geografiske beliggenhed og fordi, at landet 1918-1991 indgik i den tidligere stat Jugoslavien, hvis største del havde et stærkere balkansk islæt. Yderligere andre kilder placerer landet i Østeuropa, især grundet den socialistiske fortid, regner det til middelhavslandene eller placerer det mellem Østeuropa og Centraleuropa.
I landets nordlige og nordøstlige del (Zagorje) domineres terrænet af flader, søer og bakker. I den østligste del (Slavonien) præges landskabet af lavland med frodig landbrugsland. Regionerne Likas og Gorski Kotars landskaber præges af tæt skovbeklædte bjerge, mens den smalle adriatiske kystrækning (Istrien, Kvarnerbugten og Dalmatien) mestendels er bjergrig, og topografien præges af karst.
Ifølge det kroatiske statistiske centralbureaus (Državni zavod za statistiku) definition har Kroatien 1 185 øer, holme og rev. Kroatien er dermed det land, som har flest landformer i Det Adriatiske Hav og næstflest i Middelhavet efter Grækenland. Af hensyn til turismen kaldes landet undertiden "de tusinde øers land".
Det højeste bjerg er Dinara på 1.830 m over havet, og den største sø er Kozje.
Den længste flod er Sava, som er 945 km lang.
Større byer i Kroatien er Zagreb, Split, Rijeka, Osijek, Zadar, Slavonski Brod, Pula, Karlovac, Dubrovnik, Varaždin, Sisak, Šibenik, Vinkovci, Vukovar, Đakovo, Knin, Rovinj, Opatija og Sinj.

### Klima
Kroatiens klima varierer fra at være tempereret af kontinental type i de nordlige og østlige dele af landet til at være subtropisk af middelhavstypen ved kysten. I bjergregionerne i Lika, Dalmatien og Zagora mellem kysten og indlandet råder bjergklima.
Årsnedbøren er relativt lav i store dele af Kroatien takket være beliggenheden ved Middelhavet. Tørrest er det ved den sydlige del af Middelhavskysten med en nedbør på cirka 300 mm per år. Mest nedbør falder i Dinariske alper og regionen Lika, hvor nedbøren når op til cirka 2.000 mm per år.
I Kroatien råder der store temperaturforskelle mellem dag og nat samt sommer og vinter. I indlandet dominerer nordøstlige vinde, som kan medføre sne og kulde, dog oftest med hurtige og ofte forekommende skift mellem tøvejr og kulde, mens Middelhavskysten domineres af milde sydvestvinde fra Middelhavet, som medfører regn og mildt vejr. Om sommeren domineres indlandet af østlige vinde fra Rusland, som giver fugtigt og varmt vejr. Middelhavskysten domineres af sydvinde fra Afrika, som medfører tørke og hede samt solrige dage. I indlandet kan sommernætterne være svale med temperaturer på ned mod 10-15 °C, mens dagtemperaturen kan nå op imod +30-35 °C eller sjældnere +35-40 °C. På grund af havvandet, som udjævner temperaturen, er temperaturforskellene ved kysten ikke lige så udtalte. Der kan dagtemperaturen om sommeren nå +35 °C om dagen for at ved nattetid falde til +25 °C, hvilket i meteorologisk henseende klassificeres som tropisk nat.
| Vejr for Zagreb, Kroatien                                | Vejr for Zagreb, Kroatien | Vejr for Zagreb, Kroatien | Vejr for Zagreb, Kroatien | Vejr for Zagreb, Kroatien | Vejr for Zagreb, Kroatien | Vejr for Zagreb, Kroatien | Vejr for Zagreb, Kroatien | Vejr for Zagreb, Kroatien | Vejr for Zagreb, Kroatien | Vejr for Zagreb, Kroatien | Vejr for Zagreb, Kroatien | Vejr for Zagreb, Kroatien | Vejr for Zagreb, Kroatien |
|                                                          | Jan                       | Feb                       | Mar                       | Apr                       | Maj                       | Jun                       | Jul                       | Aug                       | Sep                       | Okt                       | Nov                       | Dec                       | År                        |
| -------------------------------------------------------- | ------------------------- | ------------------------- | ------------------------- | ------------------------- | ------------------------- | ------------------------- | ------------------------- | ------------------------- | ------------------------- | ------------------------- | ------------------------- | ------------------------- | ------------------------- |
| Gennemsnitlig maks °C                                    | 3,1                       | 6,1                       | 11,3                      | 16,4                      | 21,3                      | 24,6                      | 26,7                      | 26,2                      | 22,3                      | 16,2                      | 9,3                       | 4,4                       | 15,7                      |
| Gennemsnitlig min °C                                     | −4                        | −2,5                      | 0,9                       | 4,9                       | 9,2                       | 12,7                      | 14,2                      | 13,7                      | 10,4                      | 5,8                       | 1,8                       | −1,9                      | 5,4                       |
| Gennemsnitlig nedbør mm                                  | 48,6                      | 41,9                      | 51,6                      | 61,5                      | 78,8                      | 99,3                      | 81                        | 90,5                      | 82,7                      | 71,6                      | 84,8                      | 63,8                      | 856,1                     |
| Kilde: Nedbør: Worldweather.org "Worldweather" (engelsk) |                           |                           |                           |                           |                           |                           |                           |                           |                           |                           |                           |                           |                           |

| Vejr for Split, Kroatien                                 | Vejr for Split, Kroatien | Vejr for Split, Kroatien | Vejr for Split, Kroatien | Vejr for Split, Kroatien | Vejr for Split, Kroatien | Vejr for Split, Kroatien | Vejr for Split, Kroatien | Vejr for Split, Kroatien | Vejr for Split, Kroatien | Vejr for Split, Kroatien | Vejr for Split, Kroatien | Vejr for Split, Kroatien | Vejr for Split, Kroatien |
|                                                          | Jan                      | Feb                      | Mar                      | Apr                      | Maj                      | Jun                      | Jul                      | Aug                      | Sep                      | Okt                      | Nov                      | Dec                      | År                       |
| -------------------------------------------------------- | ------------------------ | ------------------------ | ------------------------ | ------------------------ | ------------------------ | ------------------------ | ------------------------ | ------------------------ | ------------------------ | ------------------------ | ------------------------ | ------------------------ | ------------------------ |
| Gennemsnitlig maks °C                                    | 10,2                     | 11                       | 13,7                     | 17,4                     | 22,5                     | 26,7                     | 29,8                     | 29,5                     | 25,1                     | 20                       | 19,9                     | 11,5                     | 19,8                     |
| Gennemsnitlig min °C                                     | 5,3                      | 5,5                      | 7,6                      | 10,8                     | 15,2                     | 18,8                     | 21,6                     | 21,5                     | 18,1                     | 14,1                     | 9,9                      | 6,8                      | 12,9                     |
| Gennemsnitlig nedbør mm                                  | 77,9                     | 64,8                     | 63,5                     | 62                       | 54,9                     | 50,8                     | 27,6                     | 42,7                     | 66,9                     | 78,1                     | 111,9                    | 105,1                    | 806,2                    |
| Kilde: Nedbør: Worldweather.org "Worldweather" (engelsk) |                          |                          |                          |                          |                          |                          |                          |                          |                          |                          |                          |                          |                          |

## Demografi
Ifølge folketællingen i 2011 har Kroatien en befolkning på 4.289.889 indbyggere. Den absolutte majoritet, 3.874.321 indbyggere eller 90,42 % af den samlede befolkning, er kroater. Af dem er 2.218.554 kvinder og 2.066.335 mænd. Gennemsnitsalderen er 41,2 år (42,9 for kvinder og 39,4 år for mænd). I 2010 var den forventede levetid 76,6 år (79,6 år for kvinder og 73,5 år for mænd) og andelen af læse- og skrivekyndige udgjorde 98,8 % (98,2 % kvinder, 99,5 % mænd).
1991–2010 (dog fraset 1996–1997) havde landet en negativ natalitet, som lå under EU-gennemsnittet.
Den store befolkningsmindskning især i 1990'erne kan forklares fra et politisk, økonomisk og socialt perspektiv. Det kroatiske selvstændighedskrig og frigørelsen fra Jugoslavien 1991–1995 førte til store demografiske forandringer. Under krigen forlod et stort antal mennesker (især serbere) landet samtidig, som mennesker døde i kamp. De forringede levevilkår under og efter krigen fremmede videre emigration.

### Indvandring og udvandring
2001–2008 havde landet en positiv nettotilvandring, det vil sige at flere personer flyttede til landet end forlod det. 2006–2010 kom de fleste indvandrere fra Bosnien og Hercegovina. 2009–2010 var der flere, som flyttede fra end til Kroatien.

### Minoriteter
Kroatien har en snes etniske minoriteter. Som den største minoritetsgruppe regnes serberne, som udgør 4,36 % af den samlede befolkning. Landets andre minoriteter udgør hver for sig mindre end 1 % af befolkningen. Næst efter serberne hører bosniakkerne (0,73 %) og italienerne (0,42 %) til de største minoritetsgrupper. I visse dele af landet udgør de etniske minoriteter en langt større andel af befolkningen. Landets største minoritet, serberne, er fortrinsvis bosatte i de østlige dele af landet. I Kroatiens østligste område, Vukovar-Srijems distrikt, udgør den serbiske befolkning 15,50 %. Den italienske minoritet bor fortrinsvis i den nordvestlige del af landet. I Istriens distrikt udgør italienerne 6,03 % af den samlede befolkning.

#### Serbere i Kroatien
Inden den kroatiske selvstændighedskrig udgjorde den største minoritetsgruppe etniske serbere næsten 13 % af befolkningen. Under krigsårene forlod mange etniske serbere Kroatien af politiske og/eller økonomiske grunde. Da Kroatien gennem "Operation storm" i 1995 genvandt det af serberne besatte område Krajina, flygtede skønsvis 250.000 til Serbien, Republika Srpska og andre dele af verden fra forfølgelse og tvangsdeportation af de kroatiske styrker. Den kroatiske regerings officielle standpunkt er, at alle de serbere, som flygtede eller forlod landet under den kroatiske selvstændighedskrig, skal og bør vende tilbage til Kroatien, hvis de ønsker det. Økonomisk støtte har ledt til, at henved 120.000 Kroatienserbere er vendt tilbage de seneste år.
I senere omstødte domme blev den kroatiske general Ante Gotovina i 2011 dømt i Haag til 24 års fængsel for krigsforbrydelser under hans deltagelse i Operation Storm. den tidligere chef for indenrigsministeriets specialpoliti, Mladen Markač, dømtes til 18 års fængsel. Den tredje anklagede ved tribunalet, den tidligere stedfortrædende forsvarsminister Ivan Čermak, som 1995 ledede hærens styrke i byen Knin, frikendtes. Anklagerne havde krævet 17 års fængsel. Både Čermak og Markač overgav sig frivilligt til FN-tribunalet, da de anklagedes i 2004, mens Gotovina blev fanget i Spanien. Dommene blev anket af Gotovina og Markač. Den 16. november 2012 fandt retten dem begge uskyldige på samtlige anklagepunkter, og de blev straks sat på fri fod.
Beslutningen ankedes, hvilket førte til, at der gik et år inden både Ante Gotovina og Mladen Markac frigaves den 16. november 2013.

### Religion
I Kroatien findes de fleste religioner og trosretninger repræsenterede. Den romerskkatolske kirke er landets største trossamfund, og ved folketællingen i 2011 bekendte 86,28 % af befolkningen sig til katolicismen. Den overvejende majoritet af landets katolikker er kroater eller tilhørende de italienske, ungarske, slovenske eller tjekkiske minoriteter.
Den ortodokse kirke er landets næststørste trossamfund. De ortodokse udgør 4,43 % af landets befolkning, og det er fortrinsvis serbere, som tilhører den serbisk-ortodokse kirke. Blandt de ortodokse regnes også landets makedonske, montenegrinske og russiske minoriteter.
Muslimer udgør 1,46 % af Kroatiens befolkning. En overvejende majoritet af dem er bosniakker og sunnier.
Den jødiske minoritet udgør 536 personer.

### Sprog
Kroatisk er officielt sprog og modersmål for majoriteten af landets befolkning. Det er et slavisk sprog, som anvender det latinske alfabet. Andre sprog (serbisk, italiensk, ungarsk, slovensk, tjekkisk, istrorumænsk, med flere) tales af mindre end 5 % af befolkningen. I Istrien, hvor de italiensktalende udgør en større andel af befolkningen, er også italiensk et officielt sprog. De serbisktalende anvender både det latinske alfabet og det kyrilliske alfabet.

## Historie
I folkevandringstiden i 500-tallet vandrede slavere ind i det sydøstlige Europa i det område, som skulle blive Kroatien, og blev det folk, som blev kroater. I 620'erne kom kroaterne sammen med serberne til Balkan og det sydøstlige Europa i en anden slavisk indvandringsbølge. Kroaterne havde oprettet et rige i nutidens sydlige Polen, men blev inviteret af Det Østromerske Rige til Balkan for at fordrive avarere, en tyrkisk folkegruppe. Kroaterne slog sig ned i området mellem floderne Drava og Sava og Adriaterhavet. Gennem frankisk mission i slutningen af 600-tallet blev kroaterne kristnede til romersk-katolsk kristendom. Kristningen blev fuldført en gang i 800-tallet.

### Kroatien i tidlig middelalder (frem til 925)
Kroaterne organiserede sig i to hertugdømmer; hertugdømmet Pannoniatiske Kroatien (kroatisk Panonska Hrvatska, som har sit navn efter Den pannoniske slette) i nord og hertugdømmet Kyst-Kroatien (kroatisk Primorska Hrvatska) i syd.
Den kroatiske hertug Trpimir 1., (kroatisk Knez) af Kyst-Kroatien (845–864), grundlægger af Huset Trpimirović, førte krig mod bulgarerne og mod byzantinske strategos ved byen Zadar med betydelig fremgang. Han udvidede sit rige i øst til floden Drina. Den første indfødte kroatiske hersker, som blev anerkendt af en pave, var hertug Branimir, som pave Johannes 8. kaldte dux Croatorum i 879.
Kuriøst nok blev kroaterne aldrig pålagt at benytte latin i kirkelige handlinger, men i stedet holdt sine gudstjenester på sit eget sprog og benyttede det glagolitiske alfabet. Dette blev officielt stadfæstet af pave Innocens 4. i 1248, og først langt senere blev det latinske alfabet indført.

### Kongedømmet Kroatien (925-1102)
Kroatiens første konge, Tomislav (910–928) fra Huset Trpimirović, blev kronet i 925. Tomislav, rex Croatorum, forenede de to tidligere kroatiske hertugdømmer og dannede en samlet nation. Han besejrede den bulgarske zar Simeon 1. i slaget på det bosniske højland. Middelalderens kroatiske kongedømme nåede sit højdepunkt under kong Petar Krešimir 4.s styre (1058–1074) hvor kongen herskede over et området der dækkede lidt mindre end det nuværende Kroatien og Bosnien-Herzegovina..
Det kroatiske samfund gik gennem betydelige ændringer i løbet af 900-tallet. De lokale ledere, župani, blev erstattede af kongens vasaller, som tog landområderne fra de tidligere jordejerne, og således indførte en form for feudalt system. De tidligere mere eller mindre frie bønder blev livegne og ophørte med at tjenestegøre som soldater, hvilket på sigt bidrog til at mindske Kroatiens militære styrke.
Den kroatiske kongeæt uddøde i slutningen af 1000-tallet i slaget ved Gvozd-bjerget (en), da kong Petar Svačić, den sidste af de indfødte konger i Kroatien, blev dræbt i kamp mod kong Koloman af Ungarns hær. Kroaterne anerkendte senere Koloman som fælles konge for Unionen mellem Kroatien og Ungarn i en traktat i 1102, ofte omtalt som Pacta conventa (en).

### Personalunion med Ungarn (1102–1526)
Konsekvenserne af ændringen med hensyn til en ungarsk konge var, at feudalismen blev indført, hvilket gav grobund for en fremvækst af lokale, kroatiske adelsfamilier som Frankopan og Šubić. De senere konger søgte at genoprette noget af deres tidligere indflydelse ved at give enkelte privilegier til byerne. Hovedguvernøren for de kroatiske provinser blev benævnt ban.
Prinserne af Bribir fra familien Šubić voksede og ekspanderede til at blive specielt mægtige og tog kontrol over store dele af Dalmatien, Slavonien og Bosnien. Senere greb angevinerne ind og genoprettede kongelig kontrol. De solgte også hele Dalmatien til den mægtige italienske bystat Venezia i 1409.
Da det muslimske angreb på Europa begyndte, befandt Kroatien sig atter i grænseområdet mod fjendtlige magter. Kroaterne kæmpede et stort antal kampe og mistede gradvis mere og mere af sine landområder til osmannerne, specielt efter slaget ved Krbava-markerne i 1493 i det sydlige Kroatien, hvilket var et knusende nederlag for kroaterne. Omkring 7.000 kroatiske soldater og de betydeligste mænd fra den gamle kroatiske adel blev dræbt, blandt andre Mirko Derenčin. Efter slaget gik der strømme af kroatiske flygtninge ind i Østrig og til den italienske kyst.

### Habsburgere, Venedig og osmanere (1527–1918)
Det katastrofale slaget ved Mohács i 1526, hvor kong Ludvig 2. af Ungarn blev dræbt sammen med omkring 14.000 ungarske soldater af osmanerne betød afslutningen på Ungarns autoritet over Kroatien, som i stedet kom under habsburgernes monarki, hvilket blev accepteret af den kroatiske adel ved en forsamling i Cetingrad. Det Osmanniske Rige ekspanderede videre i løbet af 1500-tallet til, at det også omfattede det meste af Slavonien, vestlige Bosnien og Lika.
Senere i det samme århundrede blev store områder i Kroatien og Slavonien, som grænsede op til Det Osmanniske Rige, lagt ind i "det militære grænseland" (kroatisk: Vojna Krajina, tysk: Militärgrenze) og styret direkte fra de militære hovedkvarterer i Wien. Området blev tømt for den oprindelige befolkning og blev derefter befolket af serbere, valakere, kroatere, tyskere og andre. Som et resultat af den obligatoriske militærtjeneste for habsburgerne i løbet af krigen mod osmannerne var befolkningen i det militære grænseland blevet fritaget for livegenskab og kunne nyde relativt stort politisk selvstyre i modsætning til befolkningen, der levede i områder styret af Ungarn.
Efter, at fæstningen i Bihać var blevet endeligt besejret i 1592, var det kun en mindre del af Kroatien, der fortsat ikke var erobret. De tilbageværende 16.800 km² blev omtalt som resterne af det en gang så store kroatiske kongedømme. Vendepunktet kom, da den osmanniske hær for første gang blev besejret på kroatisk område i slaget ved Sisak i 1593. De tabte områder blev i stor udstrækning generobret, dog ikke større dele af det senere Bosnien og Hercegovina.
I 1700-tallet blev Det Osmanniske Rige drevet ud af Ungarn og Kroatien, og Østrig bragte riget under centraliseret kontrol. Kejserinde Maria Theresia blev støttet af kroaterne i Den østrigske arvefølgekrig (1740–1748) og gav der efter betydelige bidrag for de kroatiske anliggender.
Da Republikken Venedig faldt i 1797, blev republikkens besiddelser ved det østlige Adriaterhav et stridsemne mellem Frankrig og Østrig. Habsburgerne sikrede sig dem til sidst i 1815, og Dalmatien og Istrien blev en del af riget, skønt de var underlagt Cisleithanien, da Kroatien og Slavonien var underlagt Ungarn.

### National opvågning
Da nationalistiske strømninger gik gennem Europa, opstod der også en romantisk nationalisme i Kroatien i midten af 1800-tallet. Denne kæmpede mod den tyske og ungarske indflydelse i Kroatien. Den illyriske bevægelse, en politisk og litterær selvstændighedsbevægelse, tiltrak sig et antal indflydelsesrige figurer fra 1830-tallet og frem over, og bevægelsen frembragte flere betydningsfulde bidrag i kroatisk sprog og kultur. En lederskikkelse var Ljudevit Gaj, som ville gøre kroatisk til et moderne sprog. I 1835 kom den første udgivelse af tidsskriftet Novine Hrvatske på kajkavisk, den ene af tre kroatiske dialekter. Et år senere byttede tidsskriftet navn til Illirske Novine og blev udgivet på štokavisk, en dialekt som blev benyttet i både Kroatirn, Serbien og Bosnien.
I 1874 blev det jugoslaviske videnskabsakademi og Universitetet i Zagreb grundlagt af den kroatiske biskop Josip Juraj Strossmayer. Han håbede, at uddannelse og kundskab ville bidrage til at samle de sydslaviske folk.
Fra ungarsk side blev der ført en politik, som ikke skulle opmuntre den nationale bevidsthed i Kroatien. I 1827 blev ungarsk arbejdssprog i kroatiske skoler, og i 1844 blev det bestemt, at ungarsk også skulle være administrationssprog. Latin havde været det officielle sprog i Kroatien, og den kroatiske landdag svarede i 1847 med at beslutte, at kroatisk skulle være officielt sprog.
Under revolutionerne i 1848 støttede Kroatien, drevet af frygt for ungarsk nationalisme, habsburgernes hof mod de ungarske revolutionære styrker. Imidlertid, til trods for bidrag fra den kroatiske ban Josip Jelačić til at bekæmpe den ungarske uafhængighedskrig, blev Kroatien ikke behandlet bedre af Wien end af ungarerne, og landet tabte sit indre selvstyre. I 1867 blev dobbeltmonarkiet Østrig-Ungarn dannet, og kroatisk selvstyre blev genoprettet i 1868 med den ungarske-kroatiske aftale til trods for, at den ikke var specielt fordelagtig for kroaterne. Kroatien blev stillet under ungarsk overhøjhed. Kroatiens højeste embedsmand, banen, skulle udpeges af statsministeren i Budapest. I 1883 blev en ungarsk greve, Károly Khuen-Héderváry, udpeget til ban, og han førte en hård politik, som fremmede Ungarn på alle vis og slog ned mod al opposition.
I 1904 blev det kroatiske bondeparti grundlagt af Stjepan Radić, som havde studeret i Prag, og som var påvirket af Tomás Masaryks ideer om national selvbestemmelse for de slaviske folk. Årene frem mod 1. verdenskrig var prægede af stadige anti-ungarske demonstrationer, hvilket de ungarske myndigheder slog hårdt ned på. Kroatiske parlamentsledere bad om audiens hos kejser Franz Joseph 1. i Wien for at klage over den ungarske politikken, men kejseren ville ikke tage imod dem.
Tronfølgeren Franz Ferdinand var dog forberedt på at skabe et tripelmonarki. I Kroatien fandtes der nogle, som var imod dette og som hellere ville skabe et sydslavisk rige sammen med Serbien, men der fandtes også de, som anså muligheden for en forbedret status inden for rammen af kejserdømmet. Tronfølgerens hensigter var specielt alvorlige for de serbere, som kæmpede for et sydslavisk rige med Serbien, Kroatien og Bosnien. En serbisk organisation, Ujdinjenje ili smrt ("Union eller Død", bedre kendt som "Den sorte hånd") besluttede derfor at forsøge at få tronarvingen myrdet under hans besøg i Sarajevo den 28. juni 1914. Ved held og tilfældigheder lykkedes dette, og det blev den udløsende faktor for starten på 1. verdenskrig.

### Kongedømmet Jugoslavien (1918–1941)
Under 1. verdenskrig blev Kroatien kun indirekte berørt af krigen. Mange kroatere kæmpede i den østrig-ungarske hær mod serberne. I London 1915 blev Den jugoslaviske komité dannet, som havde som formål at oprette en sydslavisk stat efter krigen, hvor kroater, serbere slovenere skulle have lige status og rettigheder. Denne tanke var de allierede stater ikke specielt interesserede i. Gennem en hemmelig overenskomst mellem Italien, Frankrig og Storbritannien den 26. april 1915 (Londonaftalen) blev Italien lovet de habsburgske områder Trieste, Gorizia, Istrien, Krain og store dele af Dalmatien som tak for, at Italien erklærede aksemagterne krig. Frankrig og Storbritannien bortgav også Bosnien-Hercegovina, Slavonien, Bačka, det nordlige Albanien og resten af Dalmatien til Serbien.
I 1917 kom Den jugoslaviske komité og Serbien overens om Korfu-deklarationen, som gjorde oprettelsen af Kongeriget Jugoslavien mulig. Den blev underskrevet i slutningen af 1. verdenskrig på Korfu den 20. juli 1917. Efter som Serbien havde en hær, kunne landet forhandle ud fra en styrkeposition, som komitéen manglede. I deklarationen blev man enige om at danne en sydslavisk stat med tre folk: serbere, kroater og slovenere, og med Peter 1. af Serbien som konstitutionel monark.
Den 29. oktober 1918 erklærede den kroatiske nationalforsamling Kroatien som selvstændigt og overdrog sin myndighed til det sydslaviske nationalråd, som nogen dage senere besluttede, at Kroatien skulle gå ind i en union med Serbien og Montenegro. Da Østrig-Ungarn undertegnede aftalen om våbenhvile den 3. september, begyndte de italienske styrker at besætte de områder, som var blevet lovet landet i Londonaftalen til trods for, at den nye stat havde overtaget store dele af Østrig-Ungarns militære arsenal, blandt andet hele flåden. Den italienske hær handlede hurtigt, tog Istrien og erobrede øerne langs Adriaterhavet en for en og gik i land selv på Zadar. Nationalrådet bad om hjælp fra den serbiske hær, som da rykkede ind i Beograd den 1. november og fortsatte gennem Kroatien for at stoppe de italienske styrker. Den serbiske hær besatte også Montenegro og Vojvodina og sørgede for, at disse områder også blev tilsluttede den sydslaviske stat.
Den 1. december udråbte kong Peter 1. af Serbien den nye stat som "serbernes, kroaternes og slovenernes kongerige".
Da fredsforhandlingerne blev holdt i Paris, fik Italien ikke de løfter igennem, som landet var givet i Londonaftalen, men fik alligevel lov at beholde Istrien og byerne Trieste og Fiume. Ved Rapallotraktaten den 20. november 1920 fik Italien hele Istrien, store dele af Dalmatien, Fiume og Trieste.

### 1920'ernes politiske kaos
Kroatiens største politiske parti i løbet af 1920'erne var Det kroatiske bondeparti (Hrvatska Seljačka Stranka), ledet af Stjepan Radić. Efter det første parlamentsvalg den 28. november 1920 dannede Det serbiske radikale parti, Det demokratiske parti og Agrarpartiet en regering helt domineret af serbere og med serberen Nikola Pašić som statsminister.
Kongedømmet gennemgik en afgørende ændring i 1921 til Radićs store vrede.[kilde mangler] Den nye forfatning forbød historiske og politiske eksistenser, som Kroatien og Slavonien, og centraliserede al politisk magt i hovedstaden Beograd. Radić havde helt fra begyndelsen været modstander af, at Kroatien skulle indgå i samme land som Serbien, men ønskede sig et selvstændigt Kroatien. Hans bondeparti boykottede det parlamentariske arbejde i Beograd, fraset i tiden mellem 1925 og 1927 da landet følte sig truet af italiensk imperialisme og dens allierede Albanien, Ungarn, Rumænien og Bulgarien. Den 14. juli holdt han en tale, hvor han sammenlignede det sydslaviske kongerige med den franske Bastille, før den blev stormet i 1789. Han blev tvunget til at flygte fra landet og rejste derefter rundt i Europa og agiterede for, at kongeriget ikke var andet end et forklædt "Storserbien".
Tidligt i 1920'erne havde statsminister Nikola Pašić benyttet politisk pres på vælgerne og etniske minoriteter, konfiskeret politisk materiale fra oppositionen og benyttet andre metoder for at manipulere valgene for at holde oppositionen, hovedsagelig Det kroatiske bondeparti, i mindretal i parlamentet. Pašić mente, at Jugoslavien burde være så centraliseret som mulig og i stedet for regional styring fremmet han et koncept om et "Storserbien" med den politiske magt i Beograd.
I 1925 genoptog Radić det politiske arbejde i Beograd. Premierminister Pašić tog ham ind i regeringen, men Pašić døde i december samme år, og straks efter forlod Radić regeringen. Det kroatiske bondeparti formåede at skabe en majoritet sammen med Det demokratiske parti, men i parlamentet blev det politiske arbejde præget af trusler og kaos. Den 20. juni 1928 trak Puniša Račić fra Montenegro, parlamentsmedlem for Det serbiske radikale parti, våben og skød Radić og fire andre kroater. Radić døde i august og den politiske uro fortsatte. I Zagreb blev flere dræbt i et opløb. For at få fred foreslog statsminister Anton Korošec, at kongeriget burde ændres til en føderation, men parlamentet stemte ham ned.
Den 6. januar 1929 begik kong Alexander 1. statskup: Han opløste parlamentet og forfatningen, indførte censur og forbød de politiske partier. Vladko Maček, som havde efterfulgt Radić som partileder i det største parti, blev sat i fængsel.

### Kongeligt enevælde
Kongens hensigt var at skabe en national jugoslavisk fælles identitet, og i efteråret 1929 blev kongerigets officielle navn ændret til Kongeriget Jugoslavien. I stedet for de historiske nationer blev landet inddelt i ni officielle distrikter, hvor grænserne ikke fulgte de historiske. General Petar Živković, som havde været mistænkt for at have været delagtig i mordet på den serbiske kong Aleksandar Obrenović i 1903 og på mordet på Franz Ferdinand i 1914, blev udnævnt til statsminister. Han sørgede for at nedkæmpe al opposition og at Kroatiens flag og nationalsang blev forbudte.
Politik var ikke "til at skelne fra gangstervælde".
For oppositionen stod alene tilbage at forsøge et væbnet oprør. I Makedonien opfordrede det jugoslaviske kommunistparti folk til at gribe til våben. I Kroatien blev Ustaša (kroatisk for "rensning") dannet af Ante Pavelić, en advokat i Beograd, med det formål at kæmpe for Kroatiens selvstændighed. Pavelić blev dømt til døden, men flygtede til Italien, hvor han med hjælp fra fascisterne oprettede to træningslejre.
I 1934, da kong Aleksander 1. var på rejse i udlandet, blev han snigmyrdet, da han var i Marseille sammen med den franske udenrigsminister Louis Barthou. Morderen var en Vlado Chernozemski, men Ustašas nøjagtige deltagelse i mordet er uklart. Pavelić blev uanset sit eksil dømt til døden af en jugoslavisk domstol. Italien vægrede at udlevere ham, men han blev siddende i husarrest i to år.
Tronarvingen prins Peter 2. var kun ti år, og det blev Aleksanders fætter Paul, som blev styrende regent. Sidstnævnte slap Kroatiens bondepartileder Maček og andre politiske fanger fri og udløste parlamentsvalg i 1935. Valgsystemet sørgede for, at oppositionen kun fik 67 af 370 pladser i parlamentet til trods for omkring 40 % af stemmerne. Mens kroaterne boykottede politikken i Beograd, blev Det serbiske radikale partis leder Milan Stojadinović statsminister. Den nye regering distancerede sig fra Jugoslaviens tidligere allierede Frankrig og Storbritannien og bevægede sig i perioden 1935-1941 nærmere det fascistiske Italien og Nazi-Tyskland.
Italien havde fortsat territoriale krav på Jugoslavien, og efter, at Italien okkuperede Albanien i april 1939, stod det klart, at Jugoslavien måtte blive funktionsdygtig. I februar 1939 blev Stojadinović afsat og erstattet af Dragiša Cvetković, som fik i opdrag at forhandle med Maček for at bedre forholdet mellem kroater og serbere. Den 20. august var de to nået til enighed, sporazum, om at skabe et stort Kroatien, kaldet banatet Kroatia. Denne udgave af Kroatien, som bestod af en del af Bosnien, det meste af Hercegovina og byen Dubrovnik og dens omgivelser, havde betydelig selvstyre med et rekonstrueret kroatisk parlament, som valgte en kroatisk ban, som kun havde kongen over sig. En koalitionsregering blev dannet i Beograd, hvor også kroater medvirkede.

### 2. verdenskrig
Tidlig om morgen den 6. april 1941 blev Jugoslavien angrebet af aksemagterne, og efter ti dages kamp kapitulerede den jugoslaviske hær. Store dele af landet blev annekteret af nabostaterne. Af det, som blev tilbage, blev to selvstændige stater formelt erklærede: Serbien og Kroatien. Den 10. april blev Den Uafhængige Stat Kroatien, Nezavisna Država Hrvatska, erklæret, uden Istrien og Dalmatien men med hele Bosnien-Hercegovina. Den nye stat blev et monarki med den italienske prins Aimone af Savoyen-Aosta fra Italien som konge under navnet "Tomislav 2.". Han satte aldrig sin fod i Kroatien, som i stedet blev styret af Ustašas leder, Ante Pavelić.
Ustaša ville skabe et "Storkroatien" og forfulgte serbere hensynsløst. Gennem etnisk udrensning, tvangskonvertering og massemord ville man skabe en stat uden besværlige minoriteter. Ustaša oprettede to koncentrationslejre, Jasenovac og Stara Gradiška, for at få myrdet og udryddet serbere, men også jøder og sigøjnere blev forfulgte. Det anslås, at mellem 350.000 og 450.000 personer blev dræbt i Ustašas massakrer og koncentrationslejre.
Under 2. verdenskrig var to forskellige modstandsbevægelser aktive inden for Jugoslaviens grænser. Den serbiske general Dragoljub Mihailović ledede tjetnikerne, som ville genoprette det serbiske kongedømme og skabe et "Storserbien", som skulle bestå af Bosnien-Hercegovina og store dele af Kroatien. Mihailovićs motto var enkelt: "Hvor der findes serbiske grave, findes serbisk land".
Det jugoslaviske kommunistforbund dannede også sin modstandsbevægelse, "partisaner", som blev ledet af den kroatisk-slovenske Josip Broz Tito. Partisanerne ønskede at danne en kommunistisk jugoslavisk forbundsrepublik. Da Mihailović anså Tito for at være en vigtigere modstander end de tyske styrker, påbegyndte han en samarbejde med tyskerne. Fra 1944 valgte de allierede derfor kun at støtte Titos partisaner. Den 29. november 1943 dannede partisanerne en interimregering, og den jugoslaviske eksilregering i London blev da udelukket fra indflydelse på fremtidens Jugoslavien. Den 20. oktober 1944 kunne styrker fra den sovjetiske røde hær og partisanerne rykke ind i Beograd.
Mod krigens slutning flygtede mange kroater, især personer, der havde samarbejdet med Ustaša eller som havde modarbejdet kommunisterne, nordpå sammen med andre flygtninge imod de allierede styrker ved den østrigske grænseby Bleiburg. De britiske officerer nægtede at tage imod dem og overgav dem til partisanerne, som tog en nådesløs hævn. Partisanerne menes at have dræbt 30.000-40.000 soldater og civile modstandere i forbindelse med Bleiburg-massakren. Pavelić var i 1944 flygtet til udlandet. Han blev dømt til døden in absentia som krigsforbryder i 1945, men blev aldrig pågrebet inden sin død i eksil i Spanien i 1959.

### Efterkrigstid til murens fald
Jugoslavien blev hårdt ramt af 2. verdenskrig. I Jasenovac blev skønsvis 80.000 mennesker myrdede, hovedsagelig serbere, sigøjnere og jøder. Hvor mange, som døde totalt i Jugoslavien, bliver fortsat diskuteret, da de ulige etniske grupper opgiver og bestrider ulige tal, men skønsvis døde noget over en million jugoslaver i løbet af krigen: 500.000 serbere, 500.000 kroater, 90.000 bosniske muslimer, 80.000 donautyskere, 60.000 jøder, 50.000 montenegrinere, 30.000 slovenere og 15.000 sigøjnere. De fleste af disse blev myrdet af andre folk fra Jugoslavien.
Efter krigens afslutning blev monarkiet afskaffet og Kongeriget Jugoslavien blev afløst af et kommunistisk diktatur, Den socialistiske føderale republik Jugoslavien. Yderligere tre folk blev anerkendt som nationer, makedoniere, montenegrinere og senere også muslimer. I januar 1946 fik Jugoslavien en ny forfatning, som var en kopi af Sovjetunionens forfatning fra 1936. I begyndelsen havde landet en femårsplan, og der blev igangsat en kollektivisering af jordbruget. Presse- og ytringsfrihed blev afskaffet og forbudt, og det hemmelige politi (UDBA, Uprava Državne Bezbednosti) slog hårdt ned på al serbisk og kroatisk nationalisme.
I anden halvdel af 1960'erne blev den politiske undertrykkelse i Jugoslavien lettet en del i Kroatien i det, som refereres til som "det kroatiske forår". I marts-april undertegnede 180 kroater et opråb, hvor de krævede, at kroatisk skulle blive officielt sprog i Kroatien i stedet for serbokroatisk. Inden for det kroatiske kommunistparti var der interne modsætninger mellem dem, som ville fremme Jugoslavien, og dem, som ville beskytte kroatiske kultur og sprog. Lederen for kommunistpartiet i Kroatien, Savka Dabčević-Kučar, krævede et selvstændigt Kroatien inden for rammen af det socialistiske Jugoslavien. Andre krævede egen valuta, egen hær, eget medlemskab i FN for Kroatien og mere. En påstand, som stadig blev gentaget, var, at Kroatien blev udplyndret ved, at områdets indbetalinger til statskassen var større end det, Kroatien fik tilbage.
Præsident Tito tog dette alvorligt og erklærede i en radiotale den 2. december 1971, at det kroatiske kommunistparti havde mistet kontrollen og måtte afsættes. Politiet slog til mod alle demonstrationer, og mange mennesker blev arresterede. I udrensningen af det kroatiske kommunistparti blev 50.000 mennesker fjernet, mange blev stillet for retten og dømt til fængselsstraffe, blandt andet Franjo Tuđman og Stjepan Mesić, som senere, i 1990'erne, blev præsidenter i Kroatien.
På denne tid dannede udvandrede kroater radikale Ustaše-celler i Vesteuropa, som planlagde og forsøgte at gennemføre guerillaaktioner i Jugoslavien, men de blev stort set slået tilbage.
I 1974 fik Jugoslavien en ny forfatning, som til vis grad skulle åbne for decentralisering. De vigtigste forandringer var, at Vojvodina og Kosovo blev selvstyrende provinser med hver sin repræsentant i præsidentrådet. Ordfører i præsidentrådet var Tito, men efter hans død skulle denne post rotere således, at medlemmer i rådet blev præsidentrådets ordfører for et år ad gangen.
Da Tito døde i 1980, havde Jugoslavien store problemer med økonomien, voksende arbejdsløshed, høj inflation og voksende udenlandsgæld. Et lys i mørket var turistindustrien i Kroatien, som skaffede store summer af tyske mark. I 1980'erne kom 2-3 millioner tyske turister til Kroatien årligt.

### Kroatien efter 1990
Kroatiens moderne historie begyndte i 1990, da nationen ændrede politisk og økonomisk system foruden at opnå uafhængighed fra Jugoslavien i 1991.

#### Jugoslavien-krigene (1991-1995)
I 1990 blev de første frie valg afholdt. En folkebevægelse kaldet Den kroatiske demokratiske union (HDZ) vandt med relativt knap margin over det reformerede kommunistparti, Parti for demokratisk ændring (SDP), ledet af Franjo Tuđman (tidligere general i Titos partisanbevægelse), og Ivica Račan (tidligere præsident for Kroatiens forbund af kommunister(SKH). Imidlertid gjorde Kroatiens system med "først-til-posten" det muligt for Tuđman at danne regering nærmest selvstændigt. Partiets hensigt var at sikre uafhængighed for Kroatien, det modsatte af hvad, de etniske serbere i republikken ønskede, og den officielle politik i Beograd. Den voksende polarisering af det politiske klima eskalerede snart til fuldstændig adskillelse mellem de to nationer og endda til sekterisk vold.
Sommeren 1990 gjorde serbere i bjergområderne oprør og dannede en ny enhed, den såkaldte Selvstyrende region af Serbisk Krajina, senere Den Serbiske Republik Krajina, men ingen af dem blev anerkendt af andre nationer. Alle aktioner fra kroatisk politi blev forhindrede af den jugoslaviske hær, som da bestod af en høj andel serbere. Konflikten kulminerede i direkte aktioner, hvor serberne blokkerede vejene til turistmål til Dalmatien.
Civilbefolkningen flygtede fra konfliktområderne. Flere tusinde kroater flygtede fra bosniske og serbiske grænseområder, mens tusinder af serbere flyttede til dem. Flere steder blev mange tvunget til at flygte af den jugoslaviske hær i noget, som karakteriseres som etnisk udrensning. Også i modsat retning blev serbere i kroatisk dominerede områder tvunget væk.
Grænsebyen Vukovar blev belejret i tre måneder, slaget om Vukovar, hvor det meste af byen blev ødelagt og flertallet tvunget til at flygte. Byen blev erobret af serbiske styrker den 18. november 1991, og omfattende massakrer på civilbefolkningen skete, således Vukovar-massakren. En påfølgende FN-støttet våbenhvile fulgte. Den jugoslaviske hær trak sig ud af Kroatien og ind i Bosnien-Hercegovina, hvor en cyklus af spænding eskalerede:, Bosnien-krigen, var klar til at begynde. I løbet af 1992 og 1993 modtog Kroatien skønsvis 700.000 flygtninge fra Bosnien, hovedsagelig bosniske muslimer.
Væbnet konflikt i Kroatien forblev tilbagevendende og i mindre skala indtil 1995. Tidligt i august begyndte Kroatien "Operation Storm" (kroatisk Operacija Oluja), som var en stor kroatisk militær offensiv for at tilbagevinde store områder i det centrale Kroatien holdt af kroatienserbiske styrker. Det kroatiske angreb genvandt hurtigt de meste af områderne fra Republikken serbisk Krajina, hvilket førte til en masseflugt af den serbiske befolkning. Skønsvis 90.000-350.000 serbere flygtede. Et resultat af denne krig var Daytonaftalen, som officielt gjorde ende på Bosnien-krigen. En fredfyldt integrering af de tilbageværende serbisk-kontrollerede områder i det østlige Slavonien blev fuldført i 1998 under overopsyn af FN. Flertallet af de serbere, som flygtede fra tidligere Krajina, er ikke vendt tilbage af frygt for gengældelser.
Fra en økonomisk synsvinkel gik Kroatien (som resten af Jugoslavien) en alvorlig økonomisk depression. Præsident Tuđman tog initiativ til en privatiseringsproces og afnationalisering i Kroatien, men den var langt fra gennemsigtig og helt lovlig. Den nye regerings juridiske system arbejdede langsomt og lidet effektivt. I den større sammenhæng inden for Jugoslavien-krigene opstod en række hændelser, som er kendt i Kroatien som "privatiseringstyveriet»" (kroatisk privatizacijska pljačka). Nepotisme (at begundstige egen slægt) var omfattende og i løbet af denne periode fik mange med indflydelse "købt" statsejendom og selskaber til ekstremt lave priser. Det var lukrativt for nogen få, men fremmede konkurser og arbejdsløshed for de mange. Den vilde og ukontrollerede kapitalisme, som Tuđman satte i gang, har ført til mere end 400.000 arbejdsløse og et betydelig fald i landets bruttonationalprodukt. Dette er problemer, som Kroatien fortsat lider under.

#### Efter krigen til i dag
Ved afslutningen af krigen begyndte Franjo Tuđmans regering at miste popularitet, blandt andet for dets engagement i den tvivlsomme privatiseringsproces i begyndelsen af 1990'erne. I 1995 vandt oppositionen overraskende i hovedstaden Zagreb, hvilket førte til Zagreb-krisen, da Tuđman nægtede at acceptere resultatet.
Kroatien blev medlem af Europarådet den 6. november 1996. De to næste år var prægede af at genoprette økonomien efter krigen. Den tilbageværende del af "Krajina" forhandlede sig til en fredelig reintegrering med den kroatiske regering. Erdut-aftalen underlagde området FNs administration, men det blev formelt reintegreret med Kroatien den 15. januar 1998.
Tuđman døde i 1999, og ved parlamentsvalgene der efter blev den nationalistiske regering erstattet af en sammenslutning af centrum og venstre med Ivica Račan som statsminister. På samme tid blev præsidentvalget afholdt og vundet af den moderate Stjepan Mesić. Račans regering ændret grundloven fra et præsidentsystem til et parlamentarisk system, overførte magt fra præsidenten og til parlamentet og statsministeren. Den ny regering startede også flere større byggeprojekter, blandt andet et statsstøttet boligprojekt og byggeriet af den vigtige motorvej mellem Zagreb og Split.
Nationen kom sig igen fra en mild nedgangskonjunktur i 1998 og 1999 og fik en mærkbar økonomisk vækst i de påfølgende år. Arbejdsløsheden steg fortsat frem til 2001, da den endelig begyndte at falde. Med mange flygtninge, som kom tilbage, voksede behovet for flere boliger. Račanregeringen har ofte fået ros for at have bragt Kroatien ud af den delvis isolation fra Tuđmans tid. Nationen blev medlem af WTO den 30. november 2000, og landet søgte om at blive medlem af Den europæiske union (EU) i februar 2003.
I slutningen af 2003 blev nye parlamentsvalg afholdt, og et reformeret Kroatisk bondeparti (HDZ) vandt under lederskab af Ivo Sanader, som blev statsminister. I 2004 accepterede og anbefalede Europa-Kommissionen, at forhandlinger om medlemskab for Kroatien kunne begynde. Kommissionens rapport beskrev Kroatien som et moderne demokratisk samfund med en ansvarsfuld økonomi.
Den 22. januar 2016 fik Kroatien en ny regering bestående af det konservative Demokratiske Union (HDZ) og reformpartiet Most (dansk: Broen). og med den 49-årige Tihomir Oreskovic som statsminister. De to partier var efter parlamentsvalget i december 2015 blevet henholdsvis Kroatiens største og tredjestørste parti. Den nye regerings mål at få bremset stigningen i den offentlige gæld, at få nedbragt arbejdsløsheden og at få fremmet den begyndende økonomiske fremgang. Underskuddet på statsfinanserne var omkring 5 % af bruttonationalproduktet (BNP) ved regeringens tiltræden. Målet var at bringe den ned under 3 % i overensstemmelse med EU's krav.

## Politik
Ifølge grundloven fra 1990 er Kroatien en parlamentarisk demokrati.
Kroatiens præsident er statschef og øverstbefalende og vælges for fem år. Præsidenten udser statsministeren med parlamentets tilslutning og har tillige en vis indflydelse på udenrigspolitikken.
Kroatiens parlament (sabor) består af et kammer med 160 medlemmer valgte for fire år. Parlamentet sammentræder fra 15. januar til 15. juli samt mellem 15. september og 15. december. Regeringen (vlada), som ledes af statsministeren, består af 2 vicestatsministre og 14 ministre.
Retssystemet er tredelt, med en højesteret samt regionsdomstole og kommunale domstole.

### Internationale relationer
Kroatien er siden 2000 medlem i Partnerskab for fred (PFF). Den 17. oktober 2007 valgtes Kroatien som et af de ikke-permanente medlemmer af FN's sikkerhedsråd for perioden 2008-2009.

#### NATO
Under Nato-topmødet i Bukarest den 3. april 2008 fik Kroatien en officiel indbydelse til at komme med i NATO og siden den 1. april 2009 er landet medlem i forsvarsalliancen.

#### EU
Kroatien har været medlem af EU siden 2013.
Processen til opnåelse af medlemskab blev indledt i 2003, da Kroatien søgte medlemskab af EU. Landet fik status som kandidatland i 2004 og har gennemført flere reformer for at tilpasse sin økonomi til EU's. EU var længe tøvende med at videreudvikle kandidaturet til et eventuelt fuldt medlemskab, efter som Kroatien ifølge EU længe var uvillig til at udlevere generalen Ante Gotovina, som da mistænktes for krigsforbrydelser begåede under Kroatiens selvstændighedskrig (1991-1995). I 2005 kunne Kroatien begynde at forhandle om medlemskab, da EU nu anså, at Kroatien samarbejdede fuldt ud med det internationale krigsforbrydertribunal i Haag. Beslutningen foranledigedes af, at spansk politi (efter et tip fra den kroatiske efterretningstjeneste) kunne arrestere Ante Gotovina på De Kanariske Øer og overgive ham til det internationale krigsforbrydertribunal i Haag. Kroatien håbede at afslutte medlemsforhandlingerne i 2009 og at blive optaget som unionens 28. medlem i 2010. I december 2008 nedlagde Slovenien imidlertid veto mod at åbne ti kapitler i medlemsforhandlingerne på grund af en pågående grænsetvist. Blokeringen ophævedes i efteråret 2009, og forhandlingerne genoptoges den 2. oktober 2009. Den 30. juni 2011 afsluttede Kroatien det 35. forhandlingskapitel med EU, og efter en ratificeringsproces i de andre medlemslande optoges landet som unionens 28. medlem den 1. juli 2013.
Den 8. december blev det besluttet at vi Kroatien Pr. 1. januar 2023 vil blive en del af Schengen-traktaten

### Administrativ inddeling
Kroatien er inddelt 21 distrikter (Kroatisk: županija), hovedstadsområdet regnes som et eget distrikt.
1. Zagreb distrikt (Zagrebačka županija)
2. Krapina-Zagorje distrikt (Krapinsko-zagorska županija)
3. Sisak-Moslavina distrikt (Sisačko-moslavačka županija)
4. Karlovac distrikt (Karlovačka županija)
5. Varaždin distrikt (Varaždinska županija)
6. Koprivnica-Križevci distrikt (Koprivničko-križevačka županija)
7. Bjelovar-Bilogora distrikt (Bjelovarsko-bilogorska županija)
8. Primorje-Gorski Kotar distrikt (Primorsko-goranska županija)
9. Lika-Senj distrikt (Ličko-senjska županija)
10. Virovitica-Podravina distrikt (Virovitičko-podravska županija)
11. Požega-Slavonia distrikt (Požeško-slavonska županija)
12. Brod-Posavina distrikt (Brodsko-posavska županija)
13. Zadar distrikt (Zadarska županija)
14. Osijek-Baranja distrikt (Osječko-baranjska županija)
15. Šibenik-Knin distrikt (Šibensko-kninska županija)
16. Vukovar-Srijem distrikt (Vukovarsko-srijemska županija)
17. Split-Dalmatia distrikt (Splitsko-dalmatinska županija)
18. Istria distrikt (Istarska županija)
19. Dubrovnik-Neretva distrikt (Dubrovačko-neretvanska županija)
20. Međimurje distrikt (Međimurska županija)
21. Zagreb (Grad Zagreb)

### Dalmatien
Dalmatien er en del af Kroatien og omfatter Kroatiens kyststrækning med tilhørende øer ved Adriaterhavet, og områdets areal udgør 12.732 km².
Området har et subtropisk klima med milde vintre, vinterregn, maki og skov, og er et populært turistområde.
I årene 1000-1797 hørte området under Kongeriget Lombardiet-Venetien, derefter under Østrig-Ungarn til 1919. Italien fik i 1915 løfte om at få den nordlige Dalmatien, men måtte nøjes med området omkring Zara (nu Zadar). Ved forhandlingerne i 1941 om Jugoslaviens deling, fik Italien det nordlige Dalmatien, men i 1945 blev hele Dalmatien jugoslavisk.

### Istrien
Istrien (på kroatisk Istra) er den region i Kroatien, hvor der kommer flest turister. Istrien var en del af Romerriget, som man også kan se på bygningerne. I den sydligste by, Pula, er der en romersk arena af samme type som Colosseum. Arenaen er den næststørste i Europa. Istrien er kendt for flot natur, rent vand, varme somre og delfiner.

## Økonomi
Kroatiens udenrigshandel er rettet mod EU, og derfor påvirkes landets økonomi af udviklingen i lande som Sverige, Nederlandene og Italien. Landets BNP per indbygger skønnedes (købekraftsjusteret) 2007 til cirka 15.500 USA-dollars (verdensgennemsnit ligger på 10.000 USA-dollars).
Kroatien er, efter Slovenien, det mest formuende land blandt de stater, som tidligere udgjorde Jugoslavien. I slutningen af 1980'erne begyndte i og med kommunismens fald en økonomisk overgang. Kroatien havde en fordelagtig beliggenhed men ramtes hårdt af afindustrialisering og krig. De største problemer for landet i dag er en relativt stor arbejdsløshed (11,2 % i 2006) og langsomme reformer. Specielt alvorlige faktorer er retssystemet og den offentlige administration, som begge er forældede og ineffektive.
Landet har haft en hurtigere vækst i de senere år. Flere tiltag er gjort for at gøre Kroatiens økonomi mere lignende med EU's, og man forventer, at dette inden for en snar fremtid vil føre til stigende aktivitet i økonomien.
Turismesektoren er også vigtig for Kroatiens økonomi, da landet er en stor turistdestination, hvor Adriaterhavets kyst, herunder halvøen Istrien er meget populær. Derudover findes populære nationalparker som Plitvice-søerne og Paklenica.

## Infrastruktur

### Veje
Under de seneste år har Kroatien anvendt mange milliarder kroner på at udbygge landets motorvejsnet og dermed forbinde alle dele af Kroatien. Motorvejene er afgiftsbelagte. Tunnellerne Grič og Brinje ansås at være blandt de sikreste og mest moderne i Europa i 2007. Den kroatiske regering har tilkendegivet, at man også fremover vil investere i infrastrukturen, da den anses at udgøre en vigtig del i landets økonomiske genopbygning. Vejbyggeriet skaber arbejdspladser samtidig, som landet kan regne med udenlandske investeringer, efter som mange internationale virksomheder er beroende af en god infrastruktur. Desuden er mange af de hundrede tusinder turister, som årligt besøger Kroatien, bilkørende, og trafikforstyrrelser var tidligere snarere en regel end en undtagelse. Mindre veje har fortsat en lavere standard end i Vesteuropa. Men også her vil landets regering investere penge for at yderligere højne kvaliteten. Efter selvstændigheden har vejbyggeriet fået et opsving, og i 2005 færdiggjordes motorvejen (uofficielt kaldet "Dalmatina") mellem hovedstaden Zagreb og landets næststørste by Split i det sydlige Kroatien. Dermed forkortedes rejsetiden fra cirka 8-9 timer til 4 timer. Ved indvielsen tilkendegav regeringen, at en 30-årig drøm var gået i opfyldelse og man at planlagde at forlænge motorvejen til Dubrovnik i det sydligste Kroatien. Under år 2007 påbegyndtes byggeriet af Pelješac-broen, som vil forbinde fastlandet og halvøen Pelješac. Den skulle stå færdig inden for fire år og da være Europas 18. længste bro.
De fleste motorveje vedligeholdes af det statsejede foretagende Hrvatske autoceste d.d. (Kroatiske motorveje AS).

### Jernbaner
Banestandarden i Kroatien er relativt god, men jernbanenettet har behov for modernisering. Jernbanenettet byggedes i perioden, hvor Kroatien indgik i statsdannelsen Østrig-Ungarn og kroatiske byer var da snarere forbundne med Wien og Budapest end indbyrdes. Denne struktur fandtes delvist bevaret selv, da landet var en del i Jugoslavien, men de dele, som forbandt med det øvrige Jugoslavien, prioriteredes. Blandt andet gennemførtes elektrificeringer i 1960- og 1970'erne, hvilke skulle sammenbinde med blandt andet Jugoslaviens daværende hovedstad Beograd. Togenes standard varierer, efter som et antal nyere tog indkøbtes de senere år og et antal ældre blev renoverede. Dog er fortsat flere vogne gamle. Et typisk træk ved de elektrificerede linjer er ellokomotiver af svensk type, som er byggede i Zagreb på licens fra det svenske ASEA. Den kroatiske regering har erklæret, at man nu planlægger at satse på jernbanenettet og gøre det muligt for højhastighedstog at trafikere flere linjer. Under år 2007 påbegyndtes moderniseringen af strækningen mellem Kroatiens største havneby Rijeka, hovedstaden Zagreb og den ungarske grænse, hvilket vil formindske rejsetiden mellem disse byer betydeligt. Byggeriet skulle være afsluttet i 2013 og koste cirka 20 milliarder kroner.
Togtrafikken forvaltes fortrinsvist af virksomheden Hrvatske željeznice d.o.o. (Kroatiske jernbaner AS).

### Skibsfart
Skibsfarten har stor betydning for Kroatien, som har flere store havne. De vigtigste havne ligger i Omišalj, Ploče, Rijeka, Šibenik, Dubrovnik, Dugi Rat, Pula, Split og Zadar. Kroatien har 66 beboede øer ud for sin kyst, hvilket betyder, at der findes et stort antal lokale færgeforbindelser.
Kroatiens handelsflåde består af totalt 73 skibe. Nogle af landets største skibsværfter er Uljanik, i Pula, och Viktor Lenac og 3. maj, i Rijeka.

### Luftfart
Kroatiens statsejede flyselskab hedder Croatia Airlines. Flyselskabet oprettedes den 7. august 1989 og hed da Zagal (Zagreb Airlines). Da Kroatien blev selvstændigt i 1991, byttede selskabet navn til Croatia Airlines. Croatia Airlines har en ung og moderne flyflåde, som omfatter 11 flyvemaskiner af modellerne Airbus 320, Airbus 319 og ATR 42. I 2007 bestilte selskabet fire moderne flyvemaskiner af modellen Bombardier Q400. Croatia Airlines er medlem i IATA, AEA og Star Alliance. Selskabet har i de seneste år set en stærk stigning i antallet af rejsende, og i 2005 transporterede Croatia Airlines 1.555.033 rejsende til forskellige destinationer i Kroatien og resten af verden.
I de senere år har andre aktører (blandt andre Ryanair) meldt sig på det kroatiske marked og tilbyder lavprisflyrejser til Kroatien.
Internationale flyvepladser er Zagrebs internationale flyveplads, Splits flyveplads, Dubrovniks flyveplads, Pulas flyveplads, Rijekas flyveplads, Zadars flyveplads og Osijeks flyveplads.

## Media
Det statslige fjernsyn (HRT) driver to nationale kanaler samt en international kanal via satellit og har også seks regionale tv-centre. Der findes to privatejede landsomfattende TV-kanaler og omkring 15 regionale. Der findes tre statsligt ejede og to private landsomfattende radiokanaler og en række forskellige såvel statslige som private regionale radiokanaler.
Det største dagblad i Kroatien er 24sata med et oplag på 163.505 dagsaviser (2009). Andre dagblade er Jutarnji list og Večernji list.

## Uddannelse
Den almindelige skolepligt gælder fra 6 eller 7 til 14 eller 15 år. Grundskolen er obligatorisk og bekostes helt af staten. Grundskolen er inddelt i to stadier. I 1-4 klasse undervises hver klasse af en lærer, som underviser i alle fag. Fagene, som indgår, er kroatisk, matematik, visuel kunst og natur- og samfundskundskab. Fra 5-8 klasse undervises hvert fag af en faglærer, og de fag, som tilkommer, er historie, geografi, biologi, fysik, kemi, med mere.
Mellemskolen er endnu en frivillig skoleform. Mellemskolen er inddelt i gymnasium og fagskole, og begge er under fire år.
Kroatien har syv universiteter, fordelte på byerne Zagreb, Rijeka, Osijek, Split, Zadar, Dubrovnik og Pula. Kroatien har deltaget og er begyndt at tilpasse sit højere skolevæsen efter Bolognaprocessen, som er i fuldt brug siden 2010.

## Kultur
Kroatiens kultur baseres på en 1300 år lang historie, under hvilken landet har fået mange monumenter og byder, hvilke har givet et stort antal fremstående individer. Landet har også syv eksempler på UNESCOs Verdensarvsliste og otte nationalparker. Kroatien regnes undertiden som et centraleuropæisk land på grund af sin kulturelle og historiske tilknytning til landene i Centraleuropa. Kroatien tilhørte den centraleuropæiske statsdannelse Habsburg (senere Østrig-Ungarn) under flere århundreder inden, at landet i 1918 tvangsindlemmedes i den da nydannede statsdannelse "Serbernes, kroaternes og slovenernes kongerige" (senere kaldet Jugoslavien = Syd-Slavien). Den kroatiske kultur kan på grund af disse historiske kendsgerninger betegnes som "centraleuropæisk" og kroaterne anser sig selv for at tilhøre den vestlige kulturelle sfære. En uafhængig Gallupundersøgelse lavet i september og oktober 2008 viste, at en majoritet af kroaterne (60 %) ikke identificerede sig med regionen Balkan. Andre lande betragter dog ofte Kroatien som en del af Balkan og ofte som en del af det tidligere Jugoslavien.[kilde mangler]
Tre nobelpristagere kommer fra Kroatien, plus et stort antal opfindere. Slavoljub Eduard Penkala reservoarpennans opfinder, kom fra Kroatien og virkede i Zagreb.
Halskläder har stærke bånd til Kroatien, idet slipset (kravata) ifølge legenden blev opfundet der. Landet har også en lang tradition for musikere, artister og forfattere.

### Musik
Også traditionen at spille instrumentet gusle, hvilket er et typisk instrument for Balkanlandene, antyder en kulturel samhørighed. Kendte musikere er Oliver Dragojević, Gibonni, Tony Cetinski, Nina Badrić og Ivana Banfić.
Den kroatiske rockmusik var særlig fremgangsrig under den så kaldte kroatiske Nye Bølge (Novi Val), som varede fra slutningen af 1970'erne og omtrent ti år frem. Band, som tilhørte denne tid, er blandt andre Azra, Haustor, Film, Buldožer og Paraf. Efter, at den nye bølge var ebbet ud i 1980'erne, dukkede der nye bands som Daleka Obala, Majke og Laufer op. Disse bands spillede musik som både var inspireret af den Nye Bølge så vel som af ældre vestlige rockbands som Black Sabbath og Led Zeppelin. Let 3 og KUD Idijoti er to fremtrædende bands kendte for så vel sin musik som for sine interessante og ofte kontroversielle optrædener og kunstnumre. Hårdrocksbandet Osmi Putnik fra Split har været fremgangsrige både i Kroatien og i de andre eksjugoslaviske republikker. Surfrockbandet The Bambi Molesters fra Sisak er blevet omtalt uden for landets grænser og er blevet kaldt et af de bedste bands i verden i sin genre. Det alternative rock/metal-bandet Father var fremgangsrige med sin første plade Inspirita i bland andet Storbritannien og har tillige turneret med bands som Korn, Anthrax og Apocalyptica.
Klapa er en gren af den kroatiske folkemusik. Ordet kommer fra kroatisk og kan oversættes med ”slæng eller gruppe af venner”. Musikformen er a cappella og således uden instrumenter. Dog kan der forekomme akkompagnement med mandolin eller guitar. Musikformen er specielt populær i Dalmatien, hvor den årlige Klapa-festival er blevet afholdt siden 1967, i den lilla havneby Omiš. Klapa synges af såvel mandlige som kvindelige grupper og har ofte emner om kærlighed, hav, vin, hjemland etc.

### Arkitektur
Den kroatiske arkitektur er påvirket af landets beliggenhed i Europa. Kirkearkitekturen og profan arkitektur blander stiltræk fra Italien og Østrig med andre former, som kommer fra den byzantinske eller slaviske verden. Inden for arkitekturen er det måske især gotikken, renæssancen og barokken, som sat sit præg på landet. Den genuint kroatiske arkitektur opstår med den førromanske stil under fyrst Branimir. I det middelalderlige kroatiske kongerige på 800–1100-talet udsmykkedes kirker og klostre med et karakteristisk ornamentalt mønster, det så kaldte kroatiske flettemønster.
Langs den adriatiske kyst udvikledes gotikken i 1400-tallet efter, at Venedig havde erobret kystområderne. Den venetianske gotik påvirkede ikke blot udformningen af kirkerne i Dalmatien, men var også stildannende for de højere stænders villaer og huse i byer som Pula, Zadar, Šibenik og Split.
Renæssancens vigtigste arkitekter og kunstnere i Kroatien var Juraj Dalmatinac, Nikola Firentinac og Andrija Aleši. Disse arkitekter og kunstnere var fortrinsvis virksomme langs med kysten og deltog i byggeriet af flere kirker og offentlige bygninger. Den Gamle By i Dubrovnik har et stort antal interessante bygninger, hvoraf Sponzapaladset har træk fra både gotikken og renæssancen.
Barokken er den stil, som mest præger indlandet. De mest interessante barokbygninger findes i Varaždin, Požega, Osijek, Križevci, Ludbreg og Krapina.
Hovedstaden Zagreb er stærkt påvirket af modernismen, og i 1800-talet var det Wiens secessionsstil, som gav inspiration, hvilket ses på blandt andet bygninger som Villa Krauss. Arkitekten Hermann Bollé har været specielt toneangivende ved udformningen af flere bygninger i Zagreb.

### Madkultur
Det kroatiske køkken er mangesidet og opviser mange regionale forskelle.

#### Mad
Langs med kysten i Istrien, Dalmatien og Primorje er maden inspireret af Italien men tillavet på "kroatisk vis". Fisk, skaldyr, pasta og pizza står ofte på menuen. Søaborre og languster, grillet og serveret med en citronskive er populært på menuen lige som pljeskavica, som er en pandebøf laget af oksekød blandet med pepperoni. "Buzzarra" er en tillavningsmetode, som passer for flere slags skaldyr. Buzzara betyder helt enkelt, at hovedingrediensen er tillavet i en fyldig sovs med vin, tomat, krydderier og urter. Undertiden kan man få blot sovsen sammen med pasta.
Pašticada er en slags kødgryde, som visse beskriver som sødsur. Smagen bygger på, at kødet får lov til at syde længe på lav temperatur sammen med blandt andet vin og undertiden katrineblommer. Rižoto påminder om den italienske risotto, men er ofte løsere i konsistensen og indeholder ikke altid ost. Rižoto er en udmærket og billig frokostret, som normalt findes i et utal af billige varianter (vegetarisk, skaldyr, husets etc.) på de fleste restauranter.
Inde i landet, hvor madkulturen er inspireret af Ungarn og Østrig, tager kødretterne over. Stegt eller grillet kvægkød, lam og gris er almindeligt over hele landet.
I Zagorje (regionen nord for Zagreb) er madkulturen inspireret af Østrig, og her finder man også de bedste schnitzler i landet. Hovedstaden Zagreb har sin egen specialitet, Zagrebački odrezak, som er en wienerschnitzel fyldt med skinke og ost.
I Slavonien, en region i det østlige Kroatien, står det ungarske køkken for krydrede paprikaretter og reelle gryderetter som gulaš. Maneštra er en populær grøntsagssuppe, som oprindeligt kommer fra Istrien.
I Kroatien findes der også en del madretter, som oprindeligt stammer fra Tyrkiet, og som via nabolandene Serbien og Bosnien-Hercegovina er kommet til Kroatien, hvor de er blevet naturaliserede. Mest kendt er Ćevapčići, en slags kødfarsruller som serveres med kartofler eller pommes frites, og burek som er et luftigt smørdejsbrød, som fyldes med forskellige ingredienser så som kød, ost, kartoffel eller æble.
Også desserter holder en meget høj standard. Kroatisk is (kroatisk: sladoled) er en konkurrent til den italienske is, både hvad gælder smag og kvalitet. Kremšnita er en vaniljekage, som oprindeligt kommer fra byen Samobor i nærheden af Zagreb og kan nydes over hele Kroatien lige som štrudl, som er en æblekage, der har sin oprindelse i Østrig.

#### Drikke
Kroatien er en stor vinproducent og producerer mange forskellige slags vin af varierende kvalitet. Dee mest kendte rødvine er Dingač, Plavac og Postup, som alle fremstilles i den sydligste landsdel Dalmatien. Hvidvine fremstilles overvejende i de nordlige dele af landet, og de mest kendte er Muscatel, Malvazija, Kaštelet og Pošip.
Kroatien er ikke kun en stor vinproducent. Ølfremstillingen har også gamle aner. De største ølmærker i Kroatien er Ožujsko og Karlovačko.
En af de almindeligste former for stærk sprit er rakija som er en slags brændevin og forekommer i flere former med smag af blandt andet blommer og pærer.

#### Helligdage
Følgende helligdage er arbejdsfrie i Kroatien:
| Dato        | Navn                                                                              | Bemærkninger                 |
| ----------- | --------------------------------------------------------------------------------- | ---------------------------- |
| 1. januar   | Nytårsdag (kroatisk: Nova Godina)                                                 |                              |
| 6. januar   | Helligtrekonger (kroatisk: Sveta tri kralja)                                      |                              |
| 23. marts   | Påskedag (kroatisk: Uskrs)                                                        | Skiftende. Dato kun for 2008 |
| 24. marts   | Anden påskedag (kroatisk: Uskrsni ponedjeljak)                                    | Skiftende. Dato kun for 2008 |
| 1. maj      | Første maj (kroatisk: Međunarodni praznik rada)                                   |                              |
| 22. maj     | Corpus Christi (kroatisk: Tijelovo)                                               | Skiftende. Dato kun for 2008 |
| 22. juni    | Antifascistisk kampdag (kroatisk: Dan antifašističke borbe)                       |                              |
| 25. juni    | Nationaldagen (kroatisk: Dan državnosti)                                          |                              |
| 5. august   | Sejr- og national taksigelsesdag (kroatisk: Dan pobjede i domovinske zahvalnosti) |                              |
| 15. august  | Jomfru Marie himmelsfærd (kroatisk: Velika Gospa)                                 |                              |
| 8. oktober  | Selvstændighedsdagen (kroatisk: Dan neovisnosti)                                  |                              |
| 1. november | Alle helgens dag (kroatisk: Svi sveti)                                            |                              |
| 25 december | Juledag (kroatisk: Božić)                                                         |                              |
| 26 december | Anden juledag (kroatisk: Sveti Stjepan)                                           |                              |

### Nationalparker
Kroatien råder over 8 nationalparker og derudover ti beskyttede naturparker. Alt i alt er 450 områder, heraf 79 særreservater (botaniske, geomorfologiske, ornitologiske, hav- og skovreservater) beskyttede. Områdernes areal på 5.846 km² svarer til ca. 10 % af landets landareal.
1. Brijuni
2. Kornati
3. Slapovi rijeke Krke
4. Mljet
5. Paklenica
6. Plitvička jezera
7. Risnjak
8. Sjeverni Velebit